# Antonio Martínez Latur
Antonio Martínez Latur (Cofrents, 1862 - Vitòria, 1889), més conegut com a Milà o Capità Milà, va ser un acròbata valencià.
Va entrar a treballar en la companyia del català Joan Milà, qui li acollí com a un fill, i de qui prengué el nom. Va ser molt conegut pels seus espectacles amb globus.
Va morir en un accident de globus durant la seua actuació en Vitòria.